# Viking: Battle for Asgard
Viking: Battle for Asgard — компьютерная игра в жанре action-adventure и Hack and slash, разработанная The Creative Assembly и изданная компанией Sega. Она впервые была анонсирована 21 августа 2007 года SEGA Europe и вышла 25 марта в Северной Америке и 28 марта 2008 года в Европе. Позднее была портирована на персональные компьютеры под управлением Windows, и 17 октября 2012 года вышла в Steam.
Игра основана на скандинавской мифологии, в которой война между богами вызвала потрясения в мире смертных Мидгарде, и последователь Фрейи Скарин должен возглавить войска викингов против орд богини Хель.

## Сюжет
Жестокая борьба между богами происходит в Асгарде. Она проникла в мир смертных, и только Великий воин может изменить её исход, спася Асгард и своих богов.
Богиня Хель — дочь бога лжи Локи, была выслана из небесного королевства Асгарда из-за того, что бросила вызов власти Одина. Она стремится освободить древнего волка Фенрира, что вызовет Рагнарёк — сражение апокалипсиса, которое разрушит Асгард и мир богов. Со своей армией мертвых викингов Хель начинает войну в Мидгарде.
Богиня войны Фрейя решает остановить Хель. Своим богатырём она выбирает Скарина — хорошего, но молодого воина, неосведомленного об истинной причине войны.
После победы Скарин просит себе заслуженное место в Вальгалле, но отказ Фрейи заставяет его освободить Фенрира и начать Рагнарёк. Голос за кадром тогда заявляет, что, хотя боги были повержены и люди теперь сами себе хозяева, боги однако все ещё присутствуют.

## Игровой процесс
Игра представляет собой открытый игровой мир, с тремя островами в мире Мидгард, которые игрок может исследовать. Можно заняться поисками солдат викингов на этих землях, а они в ответ могут помочь в дальнейших сражениях.
По сравнению со схожей игрой Spartan: Total Warrior произошло несколько изменений. Технология Quick Time Events используется для схватки с сильными противниками и боссами. Игрок сражается с каждым врагом один на один, не пользуясь помощью союзников. Элементы RPG означают приобретение новых комбо приёмов за время продвижения в игре.
Когда игрок заканчивает миссии на каждом острове, он должен участвовать в большом бою, который может быть осадой или сражением между многочисленными армиями, состоящими из сотен солдат.
Игрок может использовать различные способы ослабления врага, такие как убийство шамана, призывающего новых воинов или участие в главном бою, где с помощью боевых комбо он убивает вражеских солдат и чемпионов. Это даёт доступ к рунам дракона, призывающих этих созданий на сторону игрока.

## Отзывы и критика
| Сводный рейтинг    | Сводный рейтинг | Сводный рейтинг | Сводный рейтинг |
| Издание            | Оценка          | Оценка          | Оценка          |
| Издание            | PC              | PS3             | Xbox 360        |
| ------------------ | --------------- | --------------- | --------------- |
| GameRankings       | N/A             | 65,39 %         | 71,45 %         |
| Metacritic         | 65/100          | 65/100          | 68/100          |
| Иноязычные издания |                 |                 |                 |
| Издание            | Оценка          | Оценка          | Оценка          |
| Издание            | PC              | PS3             | Xbox 360        |
| Destructoid        | N/A             | N/A             | 6,9/10          |
| Eurogamer          | N/A             | N/A             | 5/10            |
| Game Informer      | N/A             | 7,25/10         | 7,25/10         |
| GamePro            | N/A             | N/A             | [ 13 ]          |
| GameRevolution     | N/A             | B−              | B−              |
| GameSpot           | N/A             | 5/10            | 5/10            |
| GameSpy            | N/A             | [ 16 ]          | [ 16 ]          |
| GameTrailers       | N/A             | 7,3/10          | 7,3/10          |
| GameZone           | N/A             | 6,5/10          | 7,6/10          |
| IGN                | N/A             | 6,3/10          | 6,5/10          |
| OXM                | N/A             | N/A             | 6,5/10          |
| PC Gamer (UK)      | 65 %            | N/A             | N/A             |
| USA Today          | N/A             | [ 24 ]          | [ 24 ]          |
| Wired              | N/A             | [ 25 ]          | [ 25 ]          |

Игра получила смешанные отзывы критиков, общий балл на GameRankings — 71 %. Критики отмечали эпичность битв, особую жестокость комбо и игровую атмосферу. В качестве минусов было отмечено практически полное отсутствие сюжета, пустой игровой мир и однообразие. На AG.ru игра получила оценку в 78 %.
Летом 2018 года, благодаря уязвимости в защите Steam Web API, стало известно, что точное количество пользователей сервиса Steam, которые играли в игру хотя бы один раз, составляет 300 593 человек.